# Al Sanders
Albert T. Sanders, detto Al (Baton Rouge, 1º gennaio 1950 – 4 maggio 1994), è stato un cestista statunitense, professionista nella ABA e in Italia.

## Carriera
Dopo la carriera universitaria a LSU, è stato selezionato al quarto giro del Draft NBA 1972 dai Detroit Pistons, con la 56ª scelta assoluta. Non ha mai giocato nella NBA, ma ha disputato 4 partite nella stagione ABA 1972-73 con i Virginia Squires.